# Asclepias tuberosa
Asclepias tuberosa es una especie fanerógama de la familia Apocynaceae. Tiene su origen en el sur de los EE. UU. y se extiende hasta el norte, prefiriendo los terrenos con grava o arenosos.

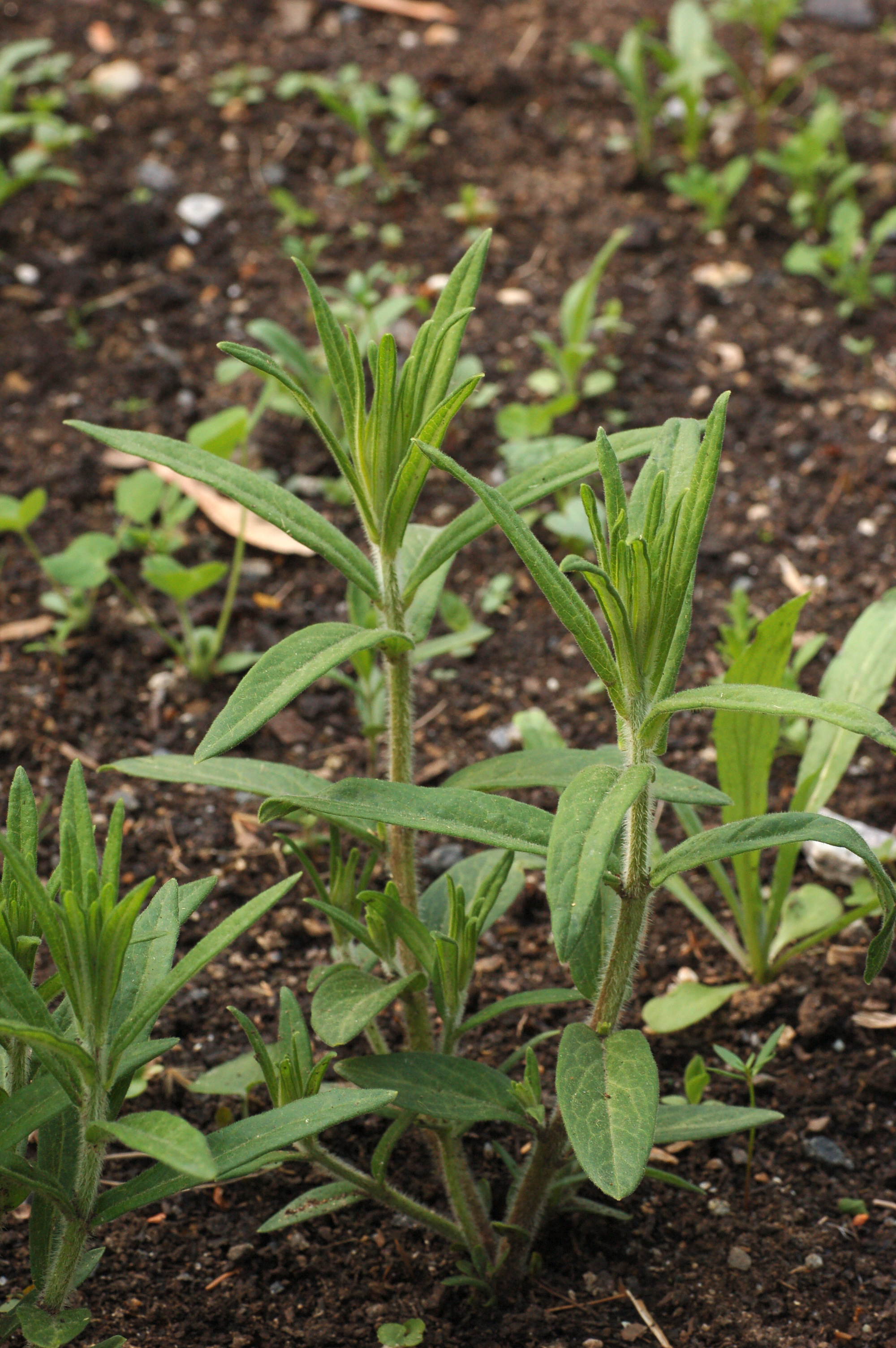
Vista de la planta

## Descripción
Es una planta de raíz perenne ramificada y carnosa de la que brotan tallos de hasta 1 metro de altura, estos son rectos y de color verde o rojizos. Las hojas pedunculadas son alternas. No es tan lechosa como otras especies del género. Las flores, numerosas, son de color amarillo o anaranjado brillante y se agrupan en corimbos. Son visitadas por numerosas especies de insectos y por colibríes.

## Propiedades
- Esta planta es diaforética, laxante y carminativa según la medicina popular.
- Su nombre en inglés: pleuresy root (raíz de la pleuresía) indica que su uso estaba dirigido al tratamiento de las afecciones respiratorias. Se ha usado en casos de neumonía.
- También indicado para los cólico flatulentos, diarreas y disentería.
- Se ha recomendado para cólicos flatulentos, afecciones simples de estómago. A dosis altas es purgante.[2]
- No se recomienda su uso durante el embarazo porque los glicósidos podrían dañar al feto.

## Taxonomía
Asclepias tuberosa fue descrita por  Linneo y publicado en Species Plantarum 1: 217. 1762.
Etimología
Asclepias: nombre genérico que Carlos Linneo nombró en honor de Esculapio (dios griego de la medicina), por las muchas aplicaciones medicinales que tiene la planta.
tuberosa: epíteto latino que significa "tuberosa, con bulto".
Variedades
- Asclepias tuberosa decumbens (L.) Pursh 1814.
- Asclepias tuberosa interior (Woodson) F.Seym. - centro de Estados Unidos.
- Asclepias tuberosa rolfsii (Britton ex Vail) Shinners (Rolfs Milkweed), sur de Estados Unidos.
- Asclepias tuberosa tuberosa Woodson - este de Estados Unidos.

Sinonimia
- Acerates decumbens Decne.
- Acerates decumbens var. erecta Durand
- Asclepias decumbens L.
- Asclepias elliptica Raf.
- Asclepias lutea Raf.
- Asclepias revoluta Raf.
- Asclepias rolfsii Britton ex Vail[5]